# Hemiclepsis yangtzenensis
Hemiclepsis yangtzenensis (лат.) — вид плоских пиявок (Glossiphoniidae).

## Название
Видовой эпитет yangtzenensis указывает на место нахождения вида при описании — бассейн реки Янцзы (англ. Yangtze).

## Описание
Общая длина Hemiclepsis yangtzenensis менее 4 мм. Тело листообразное, уплощённое в спинно-брюшном направлении, яйцевидной формы, без сосочков. Задняя присоска очень крупная. Края тела с мелкими зазубринами. Передняя часть (сегменты I—V) практически не отделена от остального тела, в отличие от большинства других видов Hemiclepsis.
Окраска тела зеленоватая, полупрозрачная. Задняя присоска светлая, с 10—15 узкими кольцевыми светлыми линиями и многочисленными, но неявными радиальными более тёмными линиями.
Тело сегментированное, сегменты I—II и XXVI—XXVII состоят из 1 кольца, сегменты III и XXV состоят из двух колец, сегменты IV—XXIV — из трёх колец. Суммарно количество колец равно 72.
На переднем конце тела имеется две пары хорошо развитых глаз. Передняя пара находится на границе II и III сегментов, задняя — на III сегменте.
Имеется довольно короткий мускулистый хобот. Желудок с 10 парами карманов, первые 4 пары имеют небольшие доли, пары 5—9 состоят из двух лопастей, 10 пара ветвится, образуя по 5 слепых отростков.
Гермафродиты. Имеются семенной и яйцевой мешки. Мужское и женское половые отверстия (гонопоры) разделены 1 кольцом (мужская гонопора расположена между XI и XII сегментами, женская — на XII сегменте). Семенных мешков 6 пар.

## Образ жизни
Пресноводный вид. Обнаружена в рыбоводных бассейнах, где разводились рисовые угри (Monopterus albus). В естественной среде, по-видимому, обитают на рисовых полях и подобных им местообитаниях.
Эктопаразит. По-видимому, специализируется на питании кровью рисового угря.

## Распространение
На настоящий момент обнаружена только в Цзинчжоу (Китай).

## Значение
Hemiclepsis yangtzenensis является вредителем аквакультур, в которых выращиваются рисовые угри, являющиеся пищевым объектом для местного населения. В большом количестве пиявки способны вызывать некрозы на коже рыб, способствуя затем развитию грибковых и бактериальных заболеваний, ведущих к истощению.

## Таксономия
Описание вида происходило дистанционно в связи с пандемией коронавируса.
Согласно молекулярным данным, вид занимает базальное или по крайней мере обособленное положение в составе рода Hemiclepsis. Родовая принадлежность была установлена посредством сравнения двух маркёров: гена субъединицы I митохондриальной цитохром-с-оксидазы (COI) и ядерной 18S рибосомной РНК (18S рРНК). В 2022 году также были получены полные последовательности митохондриального генома Hemiclepsis yangtzenensis.